# Норт-Гейлдон (Нью-Джерсі)
Норт-Гейлдон (англ. North Haledon) — місто (англ. borough) в США, в окрузі Пассаїк штату Нью-Джерсі. Населення — 8927 осіб (2020).

## Географія
Норт-Гейлдон розташований за координатами 40°57′49″ пн. ш. 74°11′7″ зх. д. / 40.96361° пн. ш. 74.18528° зх. д. (40.963618, -74.185281).  За даними Бюро перепису населення США в 2010 році місто мало площу 9,06 км², з яких 8,95 км² — суходіл та 0,11 км² — водойми.

## Демографія
Згідно з переписом 2010 року, у селищі мешкало 8417 осіб у 3123 домогосподарствах у складі 2386 родин. Було 3213 помешкання
Расовий склад населення:
| - 91,5 % — білих - 3,8 % — азіатів - 1,8 % — чорних або афроамериканців - 1,3 % — осіб інших рас |

До двох чи більше рас належало 1,6 %. Частка іспаномовних становила 7,5 % від усіх жителів.
За віковим діапазоном населення розподілялося таким чином: 20,4 % — особи молодші 18 років, 59,3 % — особи у віці 18—64 років, 20,3 % — особи у віці 65 років та старші. Медіана віку мешканця становила 45,0 року. На 100 осіб жіночої статі у селищі припадало 89,8 чоловіків;  на 100 жінок у віці від 18 років та старших — 87,8 чоловіків також старших 18 років.
Середній дохід на одне домашнє господарство  становив 123 504 долари США (медіана — 96 161), а середній дохід на одну сім'ю — 138 874 долари (медіана — 110 139). Медіана доходів становила 77 284 долари для чоловіків та 54 472 долари для жінок. За межею бідності перебувало 4,1 % осіб, у тому числі 8,7 % дітей у віці до 18 років та 1,1 % осіб у віці 65 років та старших.
Цивільне працевлаштоване населення становило 4412 особи. Основні галузі зайнятості: освіта, охорона здоров'я та соціальна допомога — 25,9 %, науковці, спеціалісти, менеджери — 13,1 %, роздрібна торгівля — 12,2 %.